# Вальенилья Ланс, Лауреано
Лауреа́но Вальени́лья Ланс (исп. Laureano Vallenilla Lanz; 10 ноября 1874, Барселона, Ансоатеги, Венесуэла —16 ноября 1936, Париж, Франция) — венесуэльский историк, интеллектуал, социолог, государственный и дипломатический деятель.
Около 20 лет занимал пост председателя Национального конгресса (парламента) Венесуэлы при диктаторе Хуане Висенте Гомесе.

## Биография
Известен как апологет режима Хуана Висента Гомеса. Был министром внутренних дел при президенте Хуане Висенте Гомесе.
В 1930-х годах был чрезвычайным и полномочным послом Венесуэлы во Франции.
Л. Вальенилья Ланс ревизовал взгляды либеральной школы на историю Венесуэлы, отмечая её отличное от других латиноамериканских стран развитие и усматривая в этом «особый» характер венесуэльской демократии. Выдвинул тезис о войне за независимость как преимущественно гражданской войне.
В значительной степени ответственен за разработку исторической и социологической теории, касающейся расовых вопросов, отношений с властью и социального развития. Рассматривал «народные массы как отсталую и непослушную социальную группу» и утверждал, что политическое руководство нужно «осуществлять посредством популярного сильного человека, который будет направлять энергию масс во время перехода к демократическому порядку». Автор реакционной националистической теории, так называемого, «демократического цезаризма», согласно которой в аграрных странах демократия может существовать лишь как единоличная милитаристская диктатура цезаря (жандарма), и характеризовал эту диктатуру как власть, призванную представлять непосредственно волю народа, подавлять олигархические устремления аристократии и обеспечивать единство нации.

## Избранные труды
- Cesarismo democrático, Estudios sobre las bases socialógicas de la constitutión efectiva de Venezuela, 3 ed., Car., 1952.